# Воротнички
«Воротнички́» (англ. Collars) — обозначения, принятое в западной социологии для различных категорий лиц наёмного труда, чьё обозначение базируется на цветах воротников их униформы. 
Такая терминология может отражать род занятий, а иногда и пол; по крайней мере, в конце XX и XXI веках они, как правило, метафоричны и не являются описанием типичной современной одежды. Первым появился термин «белые воротнички», названые в честь рубашек с белыми воротничками, которые были модны среди конторских (офисных) работников в начале и середине XX века. «Синие воротнички» называются так потому, что в начале XX века они обычно носили прочную, недорогую одежду, на которой грязь не бросалась в глаза, например синие джинсовые или батистовые рубашки. По аналогии появились другие цвета «воротничков», хотя ни одно из них не получило такого широкого использования, как традиционное различие между «белыми» и «синими воротничками».

## Понятия
- Белые воротнички — наёмные работники, занимающиеся трудом, предполагающим хранение, использование и обработку информации: служащего, чиновника, администратора, менеджера. Термин был придуман в 1930-х годах американским писателем Аптоном Синклером, который ссылался на это слово в связи с канцелярскими, административными и управленческими функциями в 1930-х годах[2].
- Синие воротнички — представители рабочего класса, которые выполняют ручной труд и либо получают почасовую заработную плату, либо получают сдельную оплату за выполненный объём работы. Этот термин был впервые использован в 1924 году[3].
- Розовые воротнички[англ.] — представителями рабочего класса, работающего в сфере услуг. Они работают на таких должностях, как официанты, клерки, продавцы и многие другие должности, связанные с активным общением с покупателями. Термин был придуман в конце 1990-х годов как фраза для описания рабочих мест, которые обычно занимали женщины[4]; теперь значение изменилось, чтобы охватить все сервисные работы[5][6].
- Золотые воротнички — высококвалифицированные междисциплинарные специалисты, которые сочетают ум белого воротничка с руками синего воротничка. Вооружённые глубокими познаниями в математике и естественных науках (физике, химии и биологии) «золотые воротнички» называются так за большой вклад в развитие компании и экономики в целом. Имеют доход выше среднего, применяя свои обширные знания и умения[7].
- Красные воротнички — государственные служащие всех типов[8]. Применительно к Китаю обозначает чиновников компартии в частных компаниях[9].
- Оранжевые воротнички — люди, работающие в тюрьмах, названные в честь оранжевых комбинезонов, которые носят заключённые в некоторых странах[8][10].
- Алые воротнички — работники секс-индустрии[8].
- Чёрные воротнички — работники ручного труда в отраслях, имеющих высокие риски загрязнения, болезней и др, например, при добыче полезных ископаемых и бурении на нефти[8][11]; также использовался для выделения нелегальных работников.
- «Без воротничка» — художники и «свободные люди», которые склонны отдавать предпочтение эмоциям и личному росту перед финансовой выгодой. Этот термин был популяризирован в реалити-шоу Survivor: Worlds Apart, в котором использовались понятие «No Collar» (в дополнение к White и Blue Collar в качестве племенных подразделений)[12] для выделения людей, которые работают без оплаты труда[8].
- Новые воротнички[англ.] — развивают технические и мягкие навыки, необходимые для работы в современной технологической индустрии с помощью нетрадиционных образовательных методов.